# Евгения
Евге́ния (от др.-греч. εὐγενής [eugenes] «высокородная, благородная, потомок благородного рода») — женское имя, производное от мужского имени Евгений.

## Именины
- Православные (даты даны по григорианскому календарю)[2]: 6 января, 18 января, 1 августа, 12 сентября
- Католические: 7 февраля, 25 декабря

## История русского варианта имени
В русском языке имя Евгений (в меньшей степени — Евгения) начало широко использоваться в XIX в., в основном, в дворянских кругах, где употреблялось преимущественно во французском варианте — Эжен (от которого возникло современное уменьшительное Женя).